# TCz-4 Siewernoje (stacja metra)
Zajezdnia TCz-4 (ros. Электродеп ТЧ-4), zwana też zajezdnią Siewiernoje (ros. Электродепо Се́верное) – jedna z zajezdni, znajdującego się w Petersburgu systemu metra. Obsługuje linię Kirowsko-Wyborską.

## Charakterystyka
Zajezdnia została otwarta w 1979 roku, a zlokalizowana jest w Murino (na terenie rejonu wsiewołoskiego), poza administracyjnymi granicami Petersburga, w pobliżu stacji Diewiatkino. Została uruchomiona na początku 1979 roku i obsługiwać miała dwie linie leningradzkiego metra: Kirowsko-Wyborską i Newsko-Wasileostrowską. Od 1995 roku, gdy zreorganizowano petersburskie zajezdnie, TCz-4 odpowiada już jedynie za pierwszą z tych linii. Siewiernoje dysponuje kompleksem budynków, na który składają się m.in. stacja naprawcza dla taboru, stacja postojowa, magazyny przechowujące części zamienne i inne elementy oraz pomieszczenia biurowe. W 2008 roku Siewiernoje straciło samodzielność i od tego roku podlega ono pod zarząd zajezdni TCz-1 Awtowo.